# Eberhard Krumschmidt
Eberhard August Moritz Krumschmidt (* 3. August 1902 in Berlin, Deutsches Reich; † 3. Juni 1956 in New York City, Vereinigte Staaten) war ein deutsch-amerikanischer Bühnen-, Fernseh- und Filmschauspieler sowie ein Theaterregisseur.

## Leben und Wirken
Krumschmidt begann seine Bühnenlaufbahn 1919 am Theater in Flensburg. Es folgten ab 1920 Verpflichtungen nach Minden, Heidelberg, wo er die Schlossfestspiele gründete und als erstes Schillers Die Räuber aufführen ließ, Berlin (Gastspiele), Baden-Baden, Wien (Gastspiele), Frankfurt am Main, Duisburg (Vereinigte Stadttheater Duisburg-Bochum) und Rostock. 1927/28 wirkte er kurzzeitig auch als Theaterregisseur. 1928 wurde Krumschmidt nach Graz (Österreich) geholt, wirkte von 1929 bis 1931 als Regisseur und Schauspieler in Augsburg und schließlich bis 1933 in denselben Positionen in Bern (Schweiz). Nach dem Machtantritt der Nationalsozialisten trat er an den Münchner Kammerspielen auf und inszenierte 1933/34 dort auch mehrere Stücke. 1935 nahm er den Posten eines Oberspielleiters des Schauspiels am Landestheater von Neustrelitz an. Hier blieb Eberhard Krumschmidt die folgenden beiden Jahre und trat gastweise auch an Münchens Kammerspielen auf.
Als ruchbar wurde, dass Krumschmidt womöglich „nicht arisch“ sein könnte, entschied sich der kompakte Künstler zur Flucht und emigrierte via Rotterdam erstmals am 16. Oktober 1937 (erste Ankunft in New York) in die Vereinigten Staaten. Am 15. Februar 1944 wurde er eingebürgert. Seit Jahresende 1942 erhielt Krumschmidt das eine oder andere Rollenangebot vom Broadway; so sah man den Künstler unter anderem in dem Propagandastück The Russian People (1942/43), The Big Two (1947), Miracle in the Mountains (1947), I Gotta Get out (1947), Schuld und Sühne (Crime and Punishment, 1947/48) und von 1950 bis 1952 Call Me Madam, sein größter Bühnenerfolg in den USA. Seit 1945 kamen kleinere Aufgaben beim US-Fernsehen hinzu. Im Herbst desselben Jahres überantwortete Alfred Hitchcock dem gebürtigen Deutschen Krumschmidt die kleine, aber markante Rolle des von seinen eigenen Mitstreitern beseitigten Nazi-Unterstützers Emil Hupka in dem Thriller Berüchtigt; es sollte Krumschmidts einziger Ausflug zum Kinofilm bleiben.

## Filmografie
Fernsehfilme, wenn nicht anders angegeben:
- 1945: Victory
- 1946: Berüchtigt (Notorious, Kinofilm)
- 1949: Of Human Bondage
- 1950: A Passenger to Bali
- 1950: Semmelweis
- 1952: Something to Celebrate
- 1952: Billy Adams, American
- 1953: Cagliostro and the Chess Player
- 1954: The Hand of the Hunter
- 1954: The Man Who Made the Kaiser Laugh
- 1955: The Critic
- 1955: Mission Rhino